# Sentimentalismo

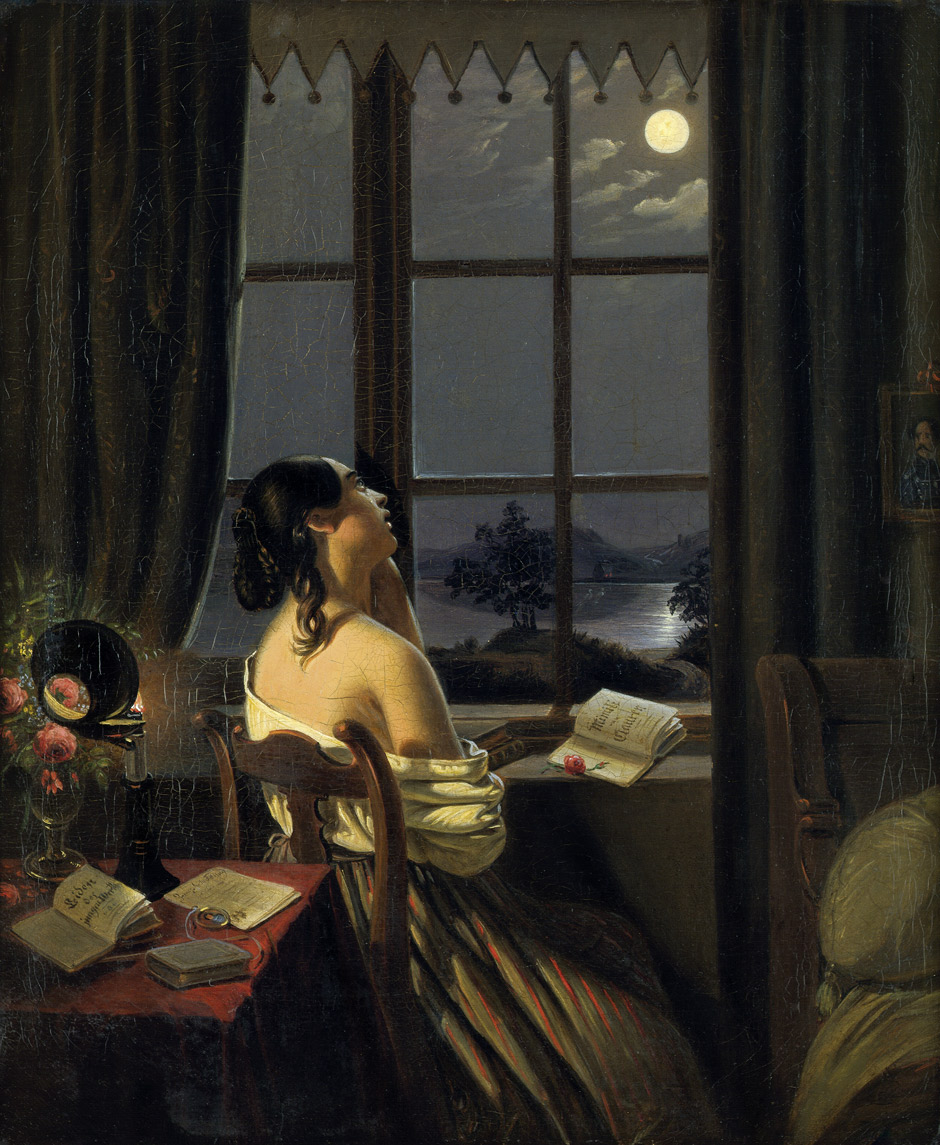
A Sentimental (1846), por Johann Peter Hasenclever. O pintor apresenta diversos elementos clichês em sátira do romantismo emocional.

Sentimentalismo é a prática de ser sentimental, ou a tendência de basear ações e reações em emoções e sentimentos, em oposição à razão. Como um modo literário, o sentimentalismo tem sido um aspecto recorrente na literatura mundial. 
O sentimentalismo europeu surgiu durante o Iluminismo, em parte como resposta ao sentimentalismo na filosofia. Na Inglaterra do século XVIII, o romance sentimental foi um grande gênero literário.

## Gênese
O sentido dicionarizado se inspira na ênfase sentimental deixada pelo Pré-Romantismo e forçosamente identificada em todo o mundo como Romantismo.
Fruto de uma juventude idealista e sonhadora, o Sentimentalismo foi uma primeira e embrionária forma de desestruturar os cânones da tradição clássica, confundida com padronização, repressão e controle das instituições políticas e religiosas. De fato hoje se sabe que a subjetividade pode aflorar nas formas fixas das redondilhas, dos sonetos, das sextinas (por ex., Cláudio Manuel da Costa), mas, à época, não se compreendia assim. Em todo caso, foi a maneira que a intelectualidade encontrou para promover uma luta emancipatória e esclarecedora em favor da construção da subjetividade, antes alienada nas convenções de linguagem.
Suas origens remontam à Inglaterra: Edward Young, James Thomson, Robert Burns. Trata-se das principais fontes do individualismo. Mas eles só foram percebidos após o Pré-Romantismo alemão. 
A famosa Querela dos Antigos e Modernos na França (cf. Wikipedia francesa) é também digna de menção.
Entretanto, o ponto crucial é o "Classicismo" de Weimar, formado pelos autores pré-românticos alemães. 
Na Alemanha, a crítica entende bem a diferença entre o Pré-Romantismo sentimental ("Classicismo" de Weimar) e o autêntico Romantismo de Jena. Mas nos demais países, i.e., em circuito mundial, as tendências sentimentais do Pré-Romantismo avassalaram os movimentos românticos nacionais. Quando não preocupado com a identidade nacional, o romântico mergulhava em sua interioridade, tal qual os pré-românticos. A mistura é maior quando se vê que os românticos de todos os lugares reconheciam os pré-românticos como românticos, pouco ou nada sabendo sobre o Romantismo de Jena.
Em grito de liberdade, o indivíduo se autoafirmava como diferença, i.e., reconhecia sua particularidade frente aos outros concidadãos. Com isso, esse indivíduo gera a fragmentação do mundo, dos valores, das pessoas, reconhecidos agora de forma complexa na dinâmica entre estes elementos. Podendo mergulhar na sua intimidade e recusar a alienação da forma universal/universalista, o romântico passa a ter consciência de si, portanto, pensa sobre si, e ambiciona multiplicar os discursos através das experiências singulares registradas por diferentes sujeitos. Visto de hoje, o Sentimentalismo parece mais um interminável discurso de um Eu alienado em si mesmo do que a esporulação pretendida de identidades. Daí nasce outra espécie de universalismo, cujo programa é a ilusão de uma autoidentidade diferenciada, porém repetida em fórmulas de evasão, diversificadas finalmente nas poéticas modernas vindouras: é o universalismo moderno. Em todo caso, no Sentimentalismo já existe o embrião daquelas categorias negativas levantadas por Hugo Friedrich para caracterizar a Estrutura da Lírica Moderna (Duas Cidades, 1991)

## Fórmulas de evasão
Essas fórmulas de evasão terminaram por gerar um cânone outro, talvez tão convencional e alienante quanto o cânone clássico, por não instaurar a auto-reflexão nem a dialética. Da Alemanha até o Brasil, de Goethe a Álvares de Azevedo, de Os Sofrimentos do Jovem Werther (1774) à Lira dos Vinte Anos (1853), vemos como o sentimentalismo se alastrou enquanto moda pela França (Musset), Espanha (Zorrilla) e Portugal (Garrett), desaguando nas Américas através das influências europeias. Eis algumas delas:
- Pré-românticos Alemães:

"Pensai menos e vivei mais" (J. Hamann)
"O poeta é o cronista do coração" (J. Herder)
"Quanto mais a alma se levanta em direção ao sentimento [...], tanto mais feliz é o artista" (Goethe)
- Ingleses:

"How, Liberty! girl, can it be by thee nam'd? / 
Equality too! hussey, art not asham'd? / 
Free and Equal indeed, while mankind thou enchainest, / 
And over their hearts a proud Despot so reignest." (Robert Burns)
"I am tying up all my love in this, / With all its hopes and fears, / 
With all its anguish and all its bliss, / And its hours as heavy as years." (James Thomsom)
"Eat, drink and love... What can the rest avall us?" (Byron)
- Românticos Portugueses:

"Sei... não sinto: minha alma não aspira,/ Não percebe, não toma/ senão o doce aroma / que vem de ti - de ti!" (Garrett)
- Românticos Brasileiros:

"À noite quando durmo, esclarecendo / As trevas do meu sôno, / Uma etérea visão vem assentar-se / Junto ao meu leito aflito! / Anjo ou mulher? não sei. – Ah se não fôsse / Um qual véu transparente, / Como que a alma pura ali se pinta / Ao través do semblante, (Gonçalves Dias)
"E por te amar, por teu desdém - perdi-me..." (Álvares de Azevedo)
"Oh! eu quero viver, beber perfumes" (Castro Alves)

## O Mal-do-Século
Com o refluxo dos autores ingleses trazidos pelos pré-românticos alemães, sobrevém uma arte mergulhada em paradigmas incomuns. A Fantasia poética apresentava três componentes. Primeiro, uma ambiência noturna, carregada de misticismo, satanismo, ritualismo. Segundo uma visão depressiva, sarcástica, alienada. Terceiro, uma melancolia, um pessimismo e um desespero. É o resultado desse mergulho indisciplinado nas esferas íntimas e sentimentais, sem referenciais. Em consequência, o sujeito cai em lamúria e doença, cuja degeneração moral e física é patente. Como o entorno está ligado à representação da subjetividade, daí Sentimentalismo, a atmosfera adoece com o sujeito, e todos os seres possuem alguma dimensão patológica e fúnebre ou distúrbios de comportamento. A morte é a ameaça constante que pode arrebatar a qualquer um, como sinal de interferência de forças imprevistas. É a predominância do Grotesco sobre o sublime. Leia-se o que Victor Hugo ambiciona em 1832:
O grotesco tem um papel imenso. Aí está por toda a parte; de um lado, cria o disforme e o horrível; do outro, o cômico e o bufo. Põe a redor da religião mil superstições originais, ao redor da poesia, mil imaginações pitorescas. É nele que semeia, nas mancheias, no ar, na água na terra, no fogo, estas miríades de seres intermediários...; é ele que faz girar na sombra a ronda pavorosa do sabá, ele ainda que dá a Satã os cornos, os pés de bode, as asas de morcego. É ele, sempre ele, que ora lança no inferno cristão estas horrendas figuras que evocará o áspero gênio de Dante e de Milton, ora o povoa com estas formas ridículas no meio das quais se divertirá Callot, o Michelangelo burlesco.
O pobre diálogo que uma estética autocentrada como o Sentimentalismo conseguiu promover foi com a amada do poeta. É claro que a apoteose de uma ênfase no sentimento daria conta de discursar sobre o amor, evidentemente em sua versão erótica. O diálogo não foi planejado, mas inevitável como forma de realizar, embora frouxamente, a relação amorosa. Focalizado no sujeito, o discurso não envereda pela pessoa amada, nem se põe na tensão entre amante e amada. Sem conceder voz a ela, o sujeito cria a ilusão de que ela o despreza. E vive numa angústia incessante. Pelo silêncio, a amada toma dimensão de enigma, de esfinge, porque seduz o amante a descobrir seus mistérios fantasiados pelo próprio sujeito: o que ela pensa? o que ela faz? o que ela sente? por que não fala? O amante não faz a mínima ideia da armadilha que ele mesmo preparou para si.
Como a ênfase do discurso recai permanentemente no sujeito, há quem defenda o narcisismo dessa relação amorosa, reduzindo, mais uma vez, qualquer elemento do entorno a uma parte da subjetividade. Cabe ressaltar que por vezes essa autoidentidade não chega a tal intensificação, preservando a amada, ainda que modestamente, como a interface para o diálogo, mínimo que seja. Qualquer pequena diferença, dadas as possibilidades de manifestação do humano, já identifica duas presenças, provavelmente de dois seres.
Sua angústia devido ao desprezo da amada e seu sofrimento devido ao mergulho indisciplinado na subjetividade conferem um sentido trágico da existência, muito precioso a essa estética, quando bem-feita. É por onde podemos redimi-la. Mas logo esse sentido trágico será levado às últimas consequências, gerando o pieguismo do Ultrarromantismo mais tardio. 
Por vezes, esse manancial noturno ganha contornos de fantasticidade e transcendência, devido ao forte domínio do suspense e ou do terror de suas fontes mórbidas. Nesse caso, a morte e outras forças impalpáveis adquirem carga mística e deixam de ser meros acidentes.

## Sentimentalismo em Musset
A peculiaridade do Sentimentalismo em Musset é a identificação do Mal-do-Século na própria vida social. Influenciado pelo fracasso das Guerras Napoleônicas de expansão, o jovem poeta viu na derrota militar-estratégica a metáfora de uma derrota existencial, já que, evidentemente, a derrota é composta por derrotados. Em 1836, ele diz:
Instalou-se, então, no mundo de ruínas, uma juventude inquieta. Todos os jovens eram gotas daquele sangue ardente que inundara a terra. Tinham nascido no seio da guerra [Napoleonica], para a guerra. Durante quinze anos, haviam sonhado com as neves de Moscou e o sol das pirâmides. Nunca tinham saído de suas cidades, mas todos eles diziam que, de cada porta dessas cidades, se ia a uma capital da Europa. Tinham na cabeça um mundo. Olhavam a terra, o céu, as ruas e as estradas e viam tudo vazio. Apenas os sinos das paróquias ressoavam ao longe.
Pálidos fantasmas, vestidos de negro, atravessaram lentamente os campos. Outros batiam às portas das casas e, quando estas abriam, tiravam dos bolsos grandes pergaminhos amarrotados e com eles expulsavam os moradores. [...]
Um sentimento de inexprimível mal-estar começou a ferventar em todos os corações jovens. Condenados ao repouso pelos soberanos do mundo, entregues a bedéis de toda espécie, à ociosidade e ao enfado, os jovens viam distanciar-se as vagas escumares contra as quais haviam preparado seus braços. Todos esses gladiadores untados de azeite sentiam no fundo da alma uma miséria insuportável. Os mais ricos tornaram-se libertinos; os de fortuna medíocre arranjaram um emprego e se resignaram à beca ou à farda; os mais pobres lançaram-se friamente no entusiasmo, nas grandes palavras, no medonho mar de ação sem fim. [...]
Ao mesmo tempo em que a vida ambiente era tão pálida e mesquinha, a vida interior da sociedade tomava um aspecto sombrio e silencioso. A hipocrisia mais severa reinava nos costumes. As idéias inglesas juntaram-se à devoção e a alegria desapareceu. [...]

## Sentimentalismo em Álvares de Azevedo
Álvares de Azevedo é o primeiro grande autor melancólico no Brasil. É ele quem transforma a amada num ente inatingível, sublimando o objeto e depreciando a si mesmo: a questão melancólica se instaura como problema fundamental. Nele, podemos observar a intrínseca relação entre a amada e a cor branca. A figura feminina se caracteriza por adjetivos como nívea, virgem e pálida, que determinam três aspectos essenciais de sua amada: imaterialidade, pureza e doença.
- O primeiro se manifesta pela sublimação e o conseqüente distanciamento face ao sujeito. A mulher conhece uma forma corpórea, porém altamente diáfana; é mais uma forma onírica e fantasmagórica do que material e física: o corpo existe, mas é intocável, intangível, quase abstrato. Trata-se de uma imagem, uma aparição, fruto da reiterada divinação do objeto.
- O segundo, regido pelo adjetivo virgem, sacraliza a amada, tornando-a um ente para louvação e adoração. Distante, a mulher evidentemente permanece imaculada, à medida que o sujeito não consegue alcançá-la. Não existem mais do que esperança ou desejo de conhecê-la carnalmente, e, como esse sonho não se realiza, ela queda livre do contato humano.
- O terceiro aspecto é a palidez. Não só dá à amada brancura como também morbidez. Ela está sempre no liame entre a vida e a morte, num átimo para tornar-se apenas espírito, sem o caráter carnal (que lhe é escasso). Na poesia de Álvares de Azevedo, pálida é sinônimo de doentia. Sua lírica é a narração do estado doentio antes da morte, dos últimos suspiros tanto do EU-lírico quanto da amada.

	A amada, longe e indiferente, nunca lhe deu um instante de alegria.

	Recolhendo alguns versos de Álvares de Azevedo, pode-se traçar um retrato mais detalhado da amada. Note-se que os três aspectos - níveo, virgem e pálida - se confundem na divinação do objeto:
A HARMONIA (AZEVEDO, 1996: 24): Nos sonhos virginais senti ao menos / Tua pálida sombra vaporosa
VIRGEM MORTA (AZEVEDO, 1996: 31-32): Ó minha amante, minha doce virgem, / Eu não te profanei, e dormes pura: / No sono do mistério, qual na vida / 
Podes sonhar apenas na ventura. // ''Bem cedo ao menos eu serei contigo / Na dor do coração a morte leio... / Poderei amanhã, talvez, meus lábios / Da irmã dos anjos encostar no seio. / 
SAUDADES (AZEVEDO, 1996: 30): Eu sentia a tremer, e a transluzir-lhe / Nos olhos negros a alma inocentinha / E uma furtiva lágrima rolando / Da face dela umedecer a minha! / E quantas vezes o luar tardio / Não viu nossos amores inocentes? / Não embalou-se da morena virgem / No suspirar nos cânticos ardentes? // E quantas vezes não dormi sonhando / 
Eterno amor, eternas as venturas, / E que o céu ia abrir-se, e que entre os anjos / Eu ia despertar em noites puras? / 
DESPEDIDAS À... (AZEVEDO, 1996: 69-70): Se entrares, ó meu anjo, alguma vez / Na solidão onde eu sonhava em ti, / Ah! vota uma saudade aos belos dias / Que a teus joelhos pálido vivi! / 
POR MIM? (AZEVEDO, 1996: 75): Mas... eu sei! ... ai de mim? Eu vi na dança / Um olhar que em teus olhos se fitava... / Ouvi outro suspiro... d'esperança! / Mulher do meu amor, meu serafim, / Teu olhar, teu suspiro que matava... // Oh! não eram por mim!
A metáfora que liga a amada e o anjo é resultado da sublimação que não conhece limites: nívea, quase incorpórea, a mulher é elevada ao patamar do imaterial; virgem, consequentemente pura, é digna de uma posição angelical; pálida, ao mesmo tempo moribunda, torna-se cada vez mais inacessível. A idealização do objeto amado finca suas raízes no coração do melancólico, que transporta a figura feminina para o patamar de um amor não realizado.